# Завадович Роман Михайлович
Рома́н Миха́йлович Завадо́вич (нар. 18 грудня 1903, Славна, Золочівського повіту нині Тернопільського району — 31 травня 1985, Чикаго, США) — український письменник, журналіст, редактор, культурно-освітній діяч, педагог, пластун. Криптоніми, псевдоніми: М. М., Роман зі Славної, Фортіссімо, Роляник, Володимир Переяславець, М. Мамороський та інші.

## Життєпис
Народився Роман Завадович у вчительській сім'ї в селі Славна, Золочівського повіту (тепер Тернопільського району Тернопільська область, Україна). Дитинство провів у селах Плісняни, Присівці (тепер — Тернопільського району) та Ремезівці (нині — Золочівського району Львівської області).
Закінчив початкову школу в Присівцях. Навчався у гімназіях Перемишля, Золочева й Тернополя. Великий вплив на нього справили Іван Франко, з яким упродовж трьох років — у 1912—1914 роках — під час вакацій у Криворівні мешкав під одним дахом, також фольклорист та етнограф Володимир Гнатюк.
Склавши 5 червня 1920 року матуру (іспит зрілості) у Тернопільській гімназії, приїхав до Львова; тут став студентом Українського таємного університету. Опісля студіював (з перервами) славістику у Львівському державному університеті (закінчив у 1938 році, магістр філософії). Під час студій належав до «Гуртка студентів-українців» та до літературного об'єднання «Листопад». З 1923 року вчителював на Золочівщині, провадив культурно-освітню роботу у селах Золочівщини: засновував читальні «Просвіти», гуртки «Рідної школи» і «Сільського господаря», організовував кооперативи, самоосвітні секції молоді, хори, театральні гуртки, ставив п'єси.
З 1937 року — постійний співробітник заснованого у Львові журналу для дітей «Малі друзі». У 1939 −1941 роках викладав українську мову та літературу в середній школі у Золочеві. Під час німецької окупації жив у Ремезівцях, співпрацював із журналом «Малі друзі» (Краків-Львів). 1944 року виїхав до Німеччини, жив у різних таборах для переселенців (найдовше — у Бад-Верісгофені).
Із серпня 1945 до травня 1948 року викладав українську мову та літературу в таборовій гімназії у Міндельгаймі. Співзасновник (з Б. Гошовським) Об'єднання працівників дитячої літератури (1947). 1949 року емігрував до США (м. Амстердам, з 1950 року  — мешкає в м. Чикаго).
З часу створення (1954) журналу для дітей «Веселка» співпрацював із ним і входив до його редакційної колегії. Дебютував у літературі віршем «Святий Миколай» у львівському двотижневику «Світ дитини» (15 грудня 1920 р.). Твори публікував під псевдонімами Роман зі Славної, Фортіссімо, Роляник, Володимир Переяславець, М. Маморський, криптонімом М. М. та ін Поезії, сценічні картини та інші художні твори, статті друкував у журналах «Дажбог», «Дзвони», «Літературно-науковий вісник», «Молода Україна» (всі — Львів), «Сонечко», «Юні друзі» (Лондон), «Євшан-зілля» (Торонто), «Мій приятель» (Вінніпег), «Веселка» (США), «Наше Життя» (Філадельфія), «Овид», «Церковний Вісник» (Чикаго), «Вільне слово» (Сідней) та інших, у газетах, календарях, альманахах.
Автор виданих у Львові книг «Князь Марципан» (друге видання — Регенсбург-оселя, 1948), «Рицар Лесь», «Серед ангелів» (усі — 1924), «Казка про царевича Івана», (1925), «Через файку» (1927), «На дворі царя Гороха» (1935), «Живий страхопуд», «Покарані калатьки» (обидві — 1936), «Пісня про княжу Україну» (1938, друге видання — Краків, 1941), а також «Пригоди гномика Ромтомтомика» (Краків, 1940; Сідней, 1955; США, 1957; Торонто — Нью — Йорк, 1964; Чикаго, 1979), «Геть із чортиком», «Діва Марія допомогла» (обидві — Вінніпег, 1951), «Карпатський чарівник» (Чикаго, 1980) та інші.
Автор передмови да історичної повісті Наталени Королевої «Quid est verita?» («Що є істина?»; Чикаго, видавництво Миколи Денисюка, 1961) та її редактор. Редактор книжкових видань у видавництві М. Денисюка у Чикаго, редактор мови журналів «Овид», «Церковний вісник», «Лікарський вісник», «Інформаційний вісник» та інших періодичних видань, брав участь у редагуванні радіопередач для дітей.
Надзвичайний професор мови та літератури Українського Католицького Університету в Римі, вів курси з мовознавства у філії цього університету в Чикаго. Викладав українську мову в Школі українознавства (1951—1956) та на Педагогічних курсах імені П. Могили. Співзасновник Братства св. Андрея Первозваного в Чикаго, яке згодом надало йому почесне звання «старшого брата».
Статті та спогади Р. Завадовича вміщені у збірнику «Зборівщина» (1985). 1992 року в Тернополі видана збірка «Три казки» (упорядник Б. Мельничук), куди увійшов твір «Про хруща-листоношу, що вмів раду собі дати». 1995 року в Тернополі перевидана книжка Р. Завадовича «Пригоди Гномика-Ромтомтомика» (редактор Б. Мельничук).

## Вшанування
- Почесна грамота Українсько-Американської Молодечої Ради в Чикаго «за творчу працю для української молоді» (30 січня 1960 р.);
- «таблиця вдячності» від Пласту з нагоди 50-ліття літературної діяльності (1970);
- фонд для видання творів письменника з нагоди 55-ліття літературної творчості (Чикаго, 27-28 березня 1976);
- хрест Українського Вільного Козацтва за літературну працю на користь української визвольної ідеї;
- почесна грамота Чиказького відділу Українського Конгресового Комітету «Українця року» за великі заслуги на ниві української культури (22 січня 1978);
- шкільний рік Романа Завадовича, проголошений Українською громадою Чикаго на 1980/81 н.р.;
- Зборівській гімназії присвоєне ім'я Романа Завадовича (з нагоди 90-річного ювілею);
- За твором «Пригоди Гномика-Ромтомтомика» Тернопільський ляльковий театр поставив виставу «Добродушко» (драматичний варіант Б. Мельничука і Р. Олефір).

## Твори
- Завадович Р. Геть із чортиком (сценка на св. Миколая) [Архівовано 4 грудня 2021 у Wayback Machine.]. Вінніпег: Мій Приятель, 1951. 16 с. (Дитяча бібліотека «Мого Приятеля», ч. 2)
- Завадович Р. Пригоди Гномика Ромтомтомика [Архівовано 5 березня 2016 у Wayback Machine.]. Торонто: Об'єднання Працівників Дитячої Літератури, 1964. 43 с.
- Завадович Р. Про двох цапків. Дві козочки [Архівовано 10 квітня 2015 у Wayback Machine.]. Торонто, 1968.
- Завадович Р. Покарані калатьки [Архівовано 2 квітня 2016 у Wayback Machine.]. Львів, Світ дитини, 1936.
- Завадович Р. Вірші // Буде нам втішатися Україна-мама: Читанка /Упоряд.-ред. Б. Мельничук. — Тернопіль, 2000.
- Завадович Р. Вірші // Рости на щастя України-мами: Галицька читаночка / Ред.-упоряд. Б. І. Мельничук, Б. В. Проник.— Тернопіль, 1991.
- Завадович Р. Вірші із зеленого альбома // Тернопілля'95: Регіон. річник. — Тернопіль,1995. — С. 412 — 413.
- Завадович Р. Гей, піду я в гори; За Вітчизну нашу; Молитва; Молитва школярів; Молитвою тебе вітаєм, мати!; Розмова з Бозею: Вірші // Богославень: Духовна поезія західноукраїнських авторів / Ред.-упоряд. Б. Мельничук, М. Ониськів.— Тернопіль, 1994. — С. 15 — 19; 82 — 87, 182 — 183, 227, 230, 307 — 308.
- Завадович Р. Дідусь був усусом (вірш) // Русалка Дністрова. — 1998. — № 19 — 20. — С. 4.
- Завадович Р. Зборів; Горить — сія на небесах…; Пісня: Вірші // Медведик П. Літературно-мистецька та наукова Зборівщина: Словник біографій визначних людей. — Тернопіль,1998. — С. 122 — 125.
- Завадович Р. Зборів; За Вітчизну нашу: Вірші // Тернопіль. — 1991. — Дод. 2. — С. 78 — 79.
- Завадович Р. «Озветься грім могутнім волі словом…»: [Вірші] // Відродження. — 1991. — 8 серп.
- Завадович Р. Різдвяна ніч (вірші) // Русалка Дністрова. — 1994. — № 1.; Селянська доля. — 1994. — № 1. — С. 2.
- Завадович Р. Свят-вечір; Різдвяна ніч; Новітня колядка: Вірші // Тернопіль вечірній. — 1992. — 4 січ.
- Завадович Р. Твори для дітей // Тернопіль. — 1996. — № 1.
- Завадович Р. Українське море: вірш // Русалка Дністрова. — 1996. — № 2. — С. 2.